# Kernács Gabriella
Kernács Gabriella (Budapest, 1943. május 21. – 2021. március 5. vagy előtte) magyar művészettörténész és műsorszerkesztő. A Magyar Művészeti Akadémia tiszteletbeli tagja (2007).

## Életpályája
Felsőfokú tanulmányokat az 1963–1968 Eötvös Loránd Tudományegyetemen folytatott művészettörténet szakon (1963-1968). A diploma kézhezvétele (1968) után a Magyar Televízió szerkesztőjeként működött. Festőkről, szobrászokról, iparművészekről, népművészetről, műemlékekről, kultúrhistóriai, művészeti eseményekről ezernél több televíziós műsort írt, szerkesztett, többek között Aba-Novák Vilmos, Anna Margit, Ámos Imre, Balázs János, Deim Pál, El Kazovszkij, Gyarmathy Tihamér, Harasztÿ István, Jovánovics György, Kassák Lajos, Keserü Ilona, Kolozsváry Ernő, Kós Károly, Mattis Teutsch János, Melocco Miklós, Ország Lili, Schéner Mihály, Somogyi Győző, Szabó Vladimir, Szalay Lajos, Tóth Menyhért, Vörösváry Ákos munkásságáról.
Nemcsak képzőművész egyéniségek és műgyűjtők munkássága került bemutatásra, hanem iskolák, irányzatok, áramlatok is, melyek Kelet-Európában a 20. században a vizuális kultúra terén jelentkeztek, köztük: Az orosz avantgárd (1988), a magyar Iparterv : 1968–1969 (1989); Gobelinek Kölcsey Himnuszára (1996), stb. Ezen képzőművészeti ismeretterjesztő, dokumentum- és riportfilmek egy részét fesztiváldíjjal, televíziós nívódíjjal tüntették ki. 1998-ban B. Farkas Tamás rendezővel közösen „a modern képző- és iparművészetet megjelenítő filmek sokaságáért” Magyar Örökség-díjjal jutalmazták őket.
Kernács Gabriella 2006-ban megjelent Sajdik Ferenc karikaturistáról szóló kötetét a Magyar Katolikus Rádióban ismertették július 15-én este a Műtermi Meditáció sorozatban: Sajdik Ferenc karikaturista Kernács Gabriella szemével címen (szerkesztő-műsorvezető: Dvorszky Hedvig).

## Kötetei
- Farkas István. Budapest, 1980
- Melocco Miklós. Budapest, 1985
- Polgár Ildikó: Porcelánvallomások. Hegyvidéki Kortárs Galéria, 2002. október 22–november 30-ig; szöv. Kernács Gabriella; Hegyvidéki Helytörténeti Gyűjtemény és Kortárs Galéria, Bp., 2002
- Sajdik; Holnap, Bp., 2006
- Bán Mariann. Az agyag hangja. The sound of clay; szöv. Kernács Gabriella; Corvina, Bp., 2009
- Schrammel; bev., interjúk Kernács Gabriella; Magyar Képek, Veszprém–Bp., 2010
- Balás Eszter: Út; szöv. Kernács Gabriella; Faur Zsófi Galéria, Bp., 2014 (Mai magyar képzőművészet)
- Képek, szobrok, képernyő. B. Farkas Tamás és Kernács Gabriella filmjei a Magyar Televízióban, 1967-2007; tan. irodalmi válogatás összeáll., beszélgetés Dvorszky Hedvig, filmográfia Kernács Gabriella; Magyar Művészeti Akadémia, Bp., 2016
- Mezei Gábor belsőépítész; MMA, Bp., 2018 (Ipar- és tervezőművészek)

## Díjak, elismerések
- A Művészeti Alap Képzőművészeti Szakosztály művészetszervezői Nívódíja (1988)
- Magyar Szakszervezetek Országos Szövetsége (MSZOSZ) Művészeti-kulturális díja (1991)
- Magyar Örökség díj (B. Farkas Tamással közösen, 1998)